# Chaetanthera polymalla
Chaetanthera polymalla là một loài thực vật có hoa trong họ Cúc. Loài này được (Phil.) Hoffm. ex Hicken mô tả khoa học đầu tiên năm 1922.